# Etah (Groenland)
Pour les articles homonymes, voir Etah.
Etah est un campement inuit du Groenland, situé en terre d'Inglefield. Situé dans le fjord Foulk, près du glacier Brother John, et donnant sur la mer de Baffin, il est désormais abandonné après avoir servi de camp de base pour plusieurs expéditions polaires dont l'expédition Crocker Land (1913), l'expédition Humphrey (1934-1935), l'expédition arctique MacGregor (1937-1938), l'expédition Haig Thomas (1938) et l'expédition Science Ouverte (2016).

## Personnalité
- Qaavigarsuaq Miteq (v. 1899-1978), explorateur, y est né.